# Ivana Božović
Ivana Božović (n. 28 ianuarie 1991, în Titograd, RSF Iugoslavia) este o handbalistă muntenegreană care joacă pentru clubul românesc CS Măgura Cisnădie. Božović, care evoluează pe postul de intermediar stânga, a făcut parte în trecut și din lotul național lărgit al Muntenegrului.

## Palmares internațional
Club
- Liga Campionilor EHF:
  -  Câștigătoare: 2012

- Cupa Cupelor EHF:
  -  Câștigătoare: 2010

- Campionatul Muntenegrului:
  - Câștigătoare: 2008, 2009, 2010, 2012

- Cupa Muntenegrului:
  -  Câștigătoare: 2008, 2009, 2010, 2012